# Ло Шуган
Ло Шуган (кит. 雒树刚, род. 27 мая 1955, Наньгун, Хэбэй) — китайский государственный и политический деятель, министр культуры и туризма КНР в 2018—2020 гг., министр культуры КНР с 2014 по 2018 гг., первый заместитель заведующего Отделом пропаганды ЦК КПК и одновременно заведующий Канцелярией руководящей группы ЦК КПК по строительству духовной цивилизации (2008—2014).
Член Центральной комиссии КПК по проверке дисциплины 17-го созыва. Член Центрального комитета Компартии Китая 18 и 19-го созывов.

## Биография
Родился 27 мая 1955 года в уезде Наньгун, провинция Хэбэй.
После возобновления всекитайских вступительных экзаменов в октябре 1978 года принят в Китайский народный университет, учился по кафедре научного социализма китайской истории международного коммунистического движения (впоследствии переименована в кафедру международной политики). В сентябре 1981 года вступил в Коммунистическую партию Китая. Диплом магистра получил в Центральной партийной школе КПК.
После окончания ЦПШ на различных должностях в структуре Отдела пропаганды ЦК КПК. Сотрудник, заместитель заведующего, заведующий отделом политологии журнала Цюши, глава теоретического отдела — помощник первого заместителя заведующего Отделом пропаганды ЦК КПК.
В марте 2000 года назначен заместителем заведующего Отделом пропаганды ЦК КПК. В ноябре 2007 года на 17-м съезде Компартии Китая избран членом Центральной комиссии КПК по проверке дисциплины .
В июне 2008 года повышен до первого заместителя заведующего Отделом пропаганды ЦК КПК и одновременно возглавил Канцелярию руководящей группы ЦК КПК по строительству духовной цивилизации.
В декабре 2014 года назначен министром культуры КНР и секретарём партотделения КПК Министерства. С 19 марта 2018 года — глава реорганизованного министерства культуры и туризма КНР с совмещением должности одного из заместителей заведующего Отделом пропаганды ЦК КПК.
В августе 2020 года вышел в отставку по достижении предельного возраста нахождения на государственной службе. В том же году назначен заместителем председателя Комитета Народного политического консультативного совета Китая по делам образования, науки, культуры, здравоохранения, физической культуры и спорта.